# El Chavo del Ocho
Az El Chavo del Ocho (magyarul: A srác a nyolcas számból) 1972 és 1992 között vetített mexikói szitkom, amelyet Roberto Gómez Bolaños alkotott. A főbb szerepekben María Antonieta de las Nieves, Carlos Villagrán, Ramón Valdés, Florinda Meza, Rubén Aguirre, Angelines Fernández és Édgar Vivar látható.
Mexikóban Canal 8 mutatta be 1972. április 27-én.
A sorozat rendkívül népszerűnek számít Brazíliában, Spanyolországban és Latin-Amerikában.
A karakter először 1972-ben jelent meg a Chespirito című műsorban. 1973-ban kinőtte magát egy hetente vetített fél órás sorozattá, amelyet 1980-ig vetítettek. Népszerűsége csúcsán több, mint 350 millióan nézték.
A sorozat ma is népszerű.
Az Egyesült Államokban a Netflixen is elérhető volt, de 2019. december 31-én eltávolították a kínálatból.

## Szereplők
| Szereplő                        | Színész                       |
| ------------------------------- | ----------------------------- |
| El Chavo                        | Roberto Gómez Bolaños         |
| Quico                           | Carlos Villagrán              |
| La Chilindrina                  | María Antonieta de las Nieves |
| Doña Nieves                     | María Antonieta de las Nieves |
| Don Ramón                       | Ramón Valdés                  |
| Doña Florinda                   | Florinda Meza                 |
| Popis                           | Florinda Meza                 |
| Profesor Jirafales              | Rubén Aguirre                 |
| Señor Barriga                   | Édgar Vivar                   |
| Ñoño                            | Édgar Vivar                   |
| Doña Clotilde "La bruja del 71" | Angelines Fernández           |
| Godínez                         | Horacio Gómez Bolaños         |
| Jaimito "El Cartero"            | Raúl Padilla                  |